# 火山碎屑岩

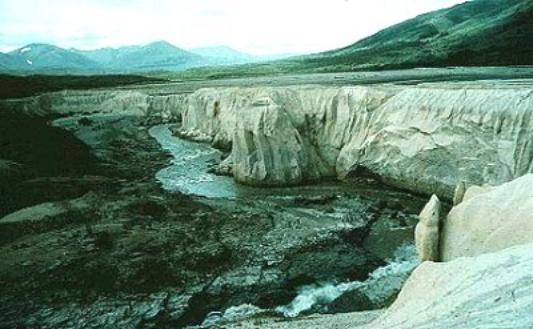

火山碎屑岩是介于岩浆熔岩和沉积岩之间的过渡类型的岩石，其中50%以上的成分是由火山碎屑流喷出的物质组成，这些火山碎屑主要是火山上早期凝固的熔岩、通道周围在火山喷发时被炸裂的岩石形成的，碎屑包括岩屑、晶屑、玻璃质屑、浆屑、火山块（直径大于100毫米）、火山砾（直径大于2毫米）和火山灰（直径小于2毫米）。这些碎屑降落到地面或海底，经过固结形成岩石，由于火山也可以在海底爆发，所以火山碎屑岩有陆相沉积的也有海相沉积的。
火山碎屑岩多孔，所以是良好的油、气、水的储集层，有沸石、膨润土、高岭土、叶腊石的贮存，伴生的矿物有铜、铁、铅、锌、黄铁矿、明矾等。在中国的东北、西北、西南和东南沿海都有分布。